# Kripan
Kripan (Cripán in castigliano e Kripan in basco) è un comune spagnolo situato nella comunità autonoma dei Paesi Baschi.